# Triers stift
Triers stift (latin: Dioecesis Trevirensis, tyska: Bistum Trier) är ett av tjugo katolska stift i Tyskland. Det tillhör Kölns kyrkoprovins. Biskop är Stephan Ackermann.